# Megalofrea decorsei
Megalofrea decorsei là một loài bọ cánh cứng trong họ Cerambycidae.